# Homo-Favorského přesmyk
Homo-Favorského přesmyk je druh přesmyku β-halogenketonů a cyklobutanonů, který u cyklických sloučenin může vést ke zmenšení kruhu. Probíhá za přítomnosti zásady a vznikají při něm deriváty karboxylových kyselin odpovídající použitému nukleofilu (kterým je většinou samotná zásada). Pokud jsou na uhlík v poloze alfa vůči halogenu navázány vodíky, tak probíhá E1cB reakce.

## Mechanismus
Reakce má podobný mechanismus jako klasický Favorského přesmyk, hlavním rozdílem je to, že cyklopropanonový meziprodukt je nahrazen cyklobutanonovým, a tak tvorba meziproduktu nemůže probíhat jako dvouelektronová elektrocyklizace.

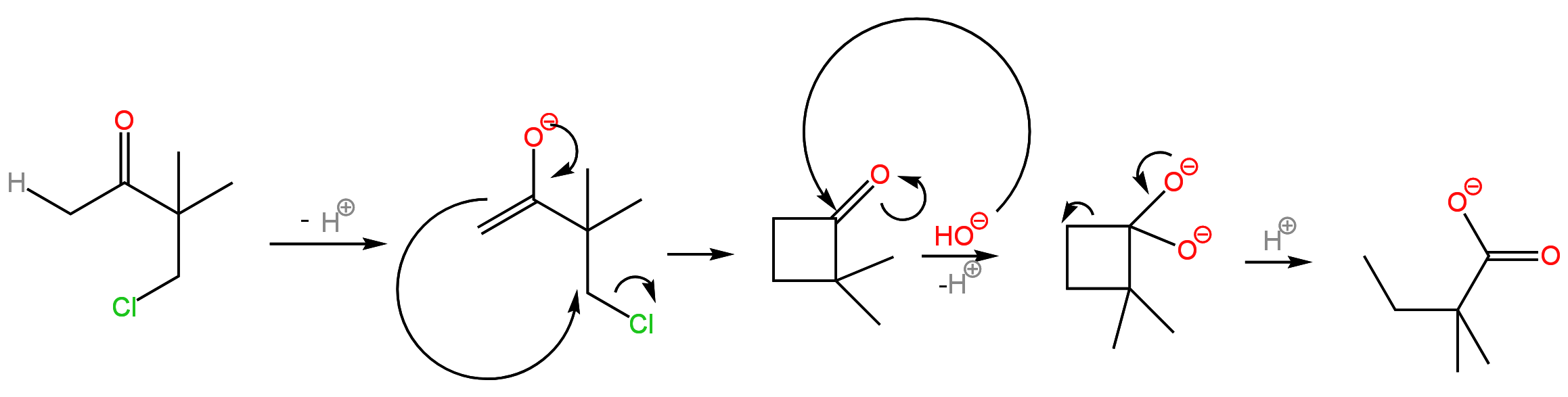
Mechanismus homo-Favorského přesmyku

Selektivita je podobná Favorského přesmyku, jelikož se vytváří nejstálejší karboanion.

## Příklady

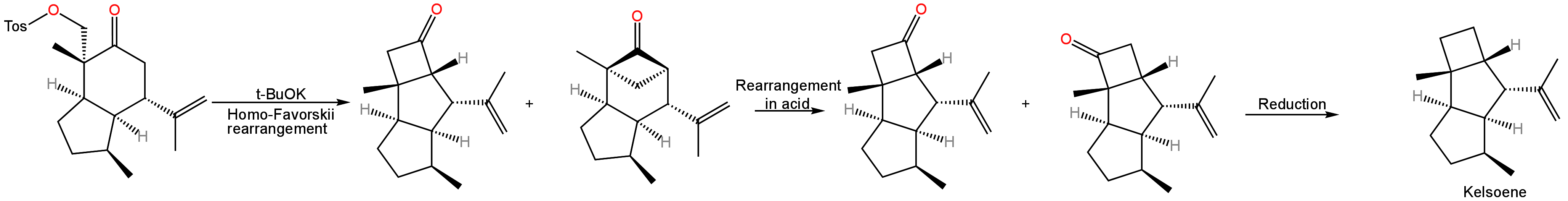
Syntéza kelsoenu s využitím homo-Favorského přesmyku

Homo-Favorského přesmyk se využívá při výrobě kelsoenu, kde vytváří čtyřčlenný kruh této sloučeniny. Nepoužívá se zde nukleofil a zásada, terc-butoxid draselný, obsahuje skupinu s velkými sterickými efekty; cyklobutanonový meziprodukt tak lze izolovat a zapojit do dalších reakcí.